# 李雅仙
李雅仙（1893年7月28日—1991年8月2日），名登雲。河南省汝南縣大李村人。民國37年（1948年）在河南省第四選區當選第一屆立法委員。

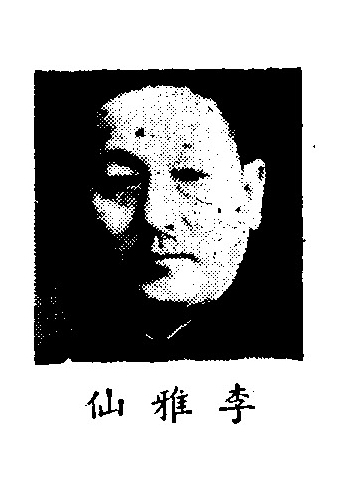
出席制憲國民大會代表時

## 生平[1][2][3][4][5][6][7]
- 河南省公立法政學堂政治科畢業
- 河南省陸軍軍官學校將校班畢業
- 民國十五年，任建國豫軍第三軍司令部少將參謀長
- 民國十九年，任中央討逆軍第一先遣隊中將司令
- 民國二十年，在河南省農會膺選國民會議代表，制定約法
- 民國二十二年至二十七年，任新鄭縣、永城縣、開封縣等縣縣長
- 民國二十八年，任第一戰區司令長官部少將參議兼河南省第六行政區自衛軍司令部少將參謀長
- 民國三十二年，任河南省儲運處處長
- 民國三十五年，任平漢鐵路特別黨部常務委員，並膺選制憲國民大會代表
- 民國四十四年，膺選立法委員黨部常務委員
- 民國七十年，膺選中央評議委員

## 家庭
- 長子李德普，師範畢業，曾任校長、區長
- 次子李德懋，中央軍校步科畢業，曾任排、連、營長、大隊長
- 三子李德俊，國立蘭州師大畢業，曾任講師、敎授
- 四子李德武，東吳大學畢業，革命實踐硏究院研究班結業，曾任知靑十二直屬黨部委員、研究員、科長、專門委員、司長，現任交通部參事
- 五子李德文，從事商業
- 長女李德琳，河南省立女師畢業，長婿王向南曾任立法院科長、秘書、主任，退休後旅居美國
- 次女李德蓮，省立基隆女中畢業，曾任鎮民代表，空軍官校秘書，次婿趙天壽空軍官校飛行敎官
- 三女李德竹，美國匹玆堡大學博士，現任臺灣大學圖書館系主任兼硏究所長